# Refrigerante (refrigeración)

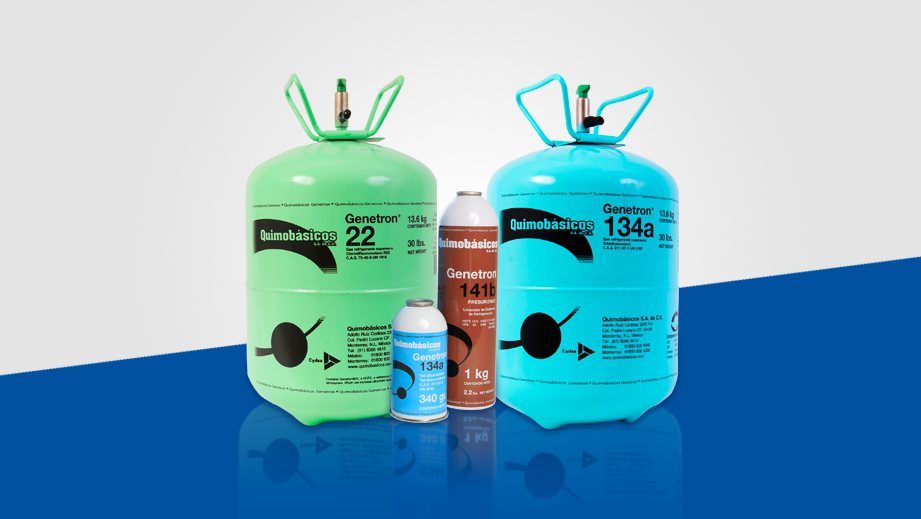
Gas refrigerante en distintas presentaciones: R-22, R-134a, R-141b.

Se denomina refrigerante o fluido frigorígeno  al utilizado en la transmisión de calor que, en un sistema de refrigeración, absorbe calor a bajas temperaturas y presión, cediéndolo a temperatura y presión más elevadas. Este proceso tiene lugar, generalmente, con cambios de fase del fluido.

## Historia de los refrigerantes
La utilización de métodos químicos mediante mezclas refrigerantes se puede considerar una etapa intermedia entre el frío natural y el frío artificial, ya se conocía antiguamente que, añadiendo nitrato sódico al agua, se consigue disminuir su temperatura. 
Estas mezclas permitieron experimentos a bajas temperaturas. En 1715,utilizando una mezcla de nieve y nitrato amónico, Daniel Gabriel Fahrenheit estableció el cero de su termómetro; en 1760 von Braun solidificó el mercurio a -40 °C.
En el siglo XIX numerosos científicos estudiaron las leyes que rigen las mezclas frigoríficas, y las mezclas de hielo y sal común, que permiten disminuir la temperatura hasta -20 °C. Sin embargo, los métodos de refrigeración por estos productos, son discontinuos y de capacidad muy limitada, por lo que no se puede hablar de refrigeración hasta la invención de la refrigeración mecánica.
La primicia de la obtención de frío por evaporación se adjudica a William Cullen, que hacia 1750 consiguió producir hielo mecánicamente con agua como refrigerante. Pocos años después, en 1754, Joseph Priestley descubrió el amoníaco y el dióxido de carbono, que mostraron poseer propiedades termodinámicas convenientes para ser usados en refrigeración.
En el siglo XVIII, numerosos físicos y químicos, entre los que destaca Antoine Baumé, empleaban mezclas refrigerantes en el laboratorio. Baumé publicó Disertation sur l'éther, donde expone como consiguió hielo artificial. Sin embargo, ni Cullen ni Baumé explotaron su descubrimiento para fabricar hielo. Alrededor de 1761, Joseph Black, alumno de Cullen, desarrolló su teoría del calor latente de fusión y evaporación. 
En 1834 Jacob Perkins utilizó éter sulfúrico a baja presión como procedimiento de refrigeración en la primera máquina de compresión de vapor.
En 1859, Ferdinand Carré patenta su máquina de absorción con amoníaco. 
En Australia fue James Harrison quien construyó la primera máquina, que fue instalada en la cervecería de Glasgow & Thunder, en Berdigo, Victoria, en 1860 y allí funcionó durante muchos años.
En 1863 Charles Tellier patentó el éter metílico.
En 1872, Robert Boyle investiga las mezclas refrigerantes y patenta el primer compresor con amoníaco. Por las mismas fechas Thadeus S.C. Lowe introduce el CO2. Poco después, en 1874, Raoul-Pierre Pictet patenta un compresor con SO2 y en 1878 el francés Vincent utiliza el cloruro de metilo CH3Cl.
Se puede ver cómo el éter, muy peligroso, dio paso al amoníaco, al dióxido de azufre, al cloruro de metilo y al dióxido de carbono. Pero estas sustancias tienen graves inconvenientes. El amoníaco es tóxico, inflamable y ataca al cobre, el cloruro de metilo es tóxico y explosivo en mezcla con el 10 a 15 % de aire, el dióxido de azufre es tóxico y agresivo con los metales. Por estos motivos continuó la búsqueda de refrigerantes más seguros y de mejor rendimiento. Esta búsqueda culminó en 1930 cuando Thomas Midgley de Dupont, anunció el primer fluorocarbono, el Freon-12, que condujo a la familia que ha dominado la refrigeración por compresión hasta finales de los 80.

### SiglosXXyXXI
Los productos clorofluorados, conocidos como CFC, son derivados del metano cuando satura sus átomos de hidrógeno con átomos de flúor y de cloro. Estas sustancias resultaron ideales como refrigerantes porque eliminaban en gran parte los inconvenientes de los productos anteriores, pero a partir del hallazgo de Frank Sherwood Rowland y Mario Molina, debido a su contenido en cloro, muchos países se reúnen en Montreal y redactan un protocolo para la sustitución escalonada de estos productos frigorígenos por otros más ecológicos.[cita requerida]
En el protocolo de Montreal se estableció como fecha para la desaparición de los CFC el 1 de enero de 1996 y para los HCFC el 1 de enero de 2030, posteriormente acercada al 2014 y en Europa acordada para el 2004.
Desde el 1 de enero de 2010 está prohibido utilizar HCFC puros para el mantenimiento y recarga de equipos existentes en esa fecha y desde el 1 de enero de 2015, el uso de HCFC reciclados. Todo esto ha provocado que las emisiones de gases fluorados de efecto invernadero hayan disminuido un 60 % desde 1999.
Posteriormente se han encontrado otras soluciones, como la conocida con el nombre de «refrigerantes verdes», o refrigerantes de bajo PCA como el R-407C, el R-134A y el R-410A, pero tampoco podrán usarse en 2022 para equipos nuevos y está sin determinar la fecha límite de su uso para servicio y mantenimiento. 
Curiosamente, todo este problema está haciendo que se vuelva la vista hacia los ahora denominados «refrigerantes naturales» como el amoníaco, su aplicación en equipos de refrigeración comercial se ha mantenido hasta hoy en día y muchos profesionales lo consideran el refrigerante del futuro.

## Características de los refrigerantes
En principio, podría ser refrigerante cualquier sustancia que cambie de fase de líquido a vapor a una temperatura baja, en función de las condiciones de presión, pero para su utilización en un ciclo de refrigeración por compresión, debe tener la mayoría de las siguientes características.

### Características que afectan al rendimiento
- Presión de evaporación superior a la atmosférica para evitar infiltraciones de aire en el sistema.
- Presión de descarga no muy alta. Para evitar la necesidad de un equipo robusto, y desde luego por debajo de la presión crítica.
- Relación de compresión baja. La potencia del compresor aumenta con la relación de compresión.
- Temperatura de descarga no muy alta. Para evitar la descomposición del aceite lubricante o del refrigerante o la formación de contaminantes.
- Calor latente de vaporización lo más alto posible. Cuanto mayor, mejor producción frigorífica específica y menor caudal másico.
- Temperatura de ebullición, por debajo de la temperatura ambiente a presión atmosférica, fácilmente controlable y por encima de la temperatura de congelación.
- Volumen específico: Debe ser lo más bajo posible para evitar grandes tamaños en las líneas de aspiración y en el desplazamiento de compresor.
- Calor específico: Debe ser lo más alto posible en el vapor, para que absorba una gran cantidad de calor y lo más bajo posible en estado líquido para reducir el vapor en la vaporización súbita
- Punto de congelación: Debe ser inferior a la temperatura mínima del sistema, para evitar congelamientos en el evaporador.
- Densidad: Debe ser elevada para requerir pequeñas dimensiones en las líneas líquido.

### Características de seguridad
- Estabilidad química dentro de la gama de temperaturas de trabajo.
- Inactividad química: que no reaccione con ninguno de los materiales con los que pueda tener contacto.
- No deben ser líquidos inflamables, corrosivos ni tóxicos.
- Dado que deben interaccionar con el lubricante del compresor, deben ser miscibles en fase líquida y no nocivos con el aceite.
- No tendencia a las fugas. Los refrigerantes con bajo peso molecular escapan con mayor facilidad.
- Los refrigerantes, se aprovechan en muchos sistemas para refrigerar también el motor del compresor, normalmente un motor eléctrico, por lo que deben ser buenos dieléctricos, es decir, deben tener una baja conductividad eléctrica.

## Clasificación
En general, los refrigerantes son: orgánicos e inorgánicos.
- Los inorgánicos, como el agua o el NH3: amoníaco

- Los de origen orgánico:halocarbonos/hidrocarburos
  - CFC: halocarbono completamente halogenado (exento de hidrógeno) que contiene cloro, flúor y carbono, perjudiciales para la capa de ozono
  - HCFC: halocarbono parcialmente halogenado que contiene hidrógeno, cloro, flúor y carbono.
  - HFC: halocarbono parcialmente halogenado que contiene hidrógeno, flúor y carbono.
  - PFC: halocarbono que contiene únicamente flúor y carbono.
  - HC: hidrocarburo que contiene únicamente hidrógeno y carbono.
  - Mezclas
    - Azeotrópicas: mezcla de fluidos refrigerantes cuyas fases vapor y líquido en equilibrio poseen la misma composición a una presión determinada.
    - Zeotrópicas: mezcla de fluidos refrigerantes cuyas fases vapor y líquido en equilibrio y a cualquier presión poseen distinta composición.

Según el Reglamento de Instalaciones Frigoríficas, los refrigerantes se clasifican en función de sus efectos sobre la salud y la seguridad, en dos grupos: por su inflamabilidad y por su toxicidad.

### Por su inflamabilidad
- Grupo 1.- Refrigerantes no inflamables en estado de vapor a cualquier concentración en el aire.
- Grupo 2: Refrigerantes cuyo límite inferior de inflamabilidad,[5] cuando forman una mezcla con el aire, es igual o superior al 3,5 % en volumen (V/V).
- Grupo 3: Refrigerantes cuyo límite inferior de inflamabilidad, cuando forman una mezcla con el aire, es inferior al 3,5 % en volumen (V/V).

### Por su toxicidad
- Grupo A: Refrigerantes cuya concentración media en el tiempo no tiene efectos adversos para la mayoría de los trabajadores que pueden estar expuestos al refrigerante durante una jornada laboral de 8 horas diarias y 40 horas semanales y cuyo valor es igual o superior a una concentración media de 400 ml/m³ [400 ppm. (V/V)].
- Grupo B: Refrigerantes cuya concentración media en el tiempo no tiene efectos adversos para la mayoría de los trabajadores que puedan estar expuestos al refrigerante durante una jornada laboral de 8 horas diarias y 40 horas semanales y cuyo valor es inferior a una concentración media de 400 ml/m³ [400 ppm. (V/V)].

Cada refrigerante pertenece a un grupo de seguridad, indicado por dos dígitos: en primer lugar, A o B, según el grado de toxicidad, y a continuación, 1, 2 o 3, según su inflamabilidad, y se definen tres grupos:
- L1 - alta seguridad: Los que sean tipo A1
- L2 - media seguridad: Los de los tipos A2, B1 y B2
- L3 - baja seguridad: Los de los tipos A3 y B3

### Por su función
- Primario o fluido frigorígeno: si es el agente transmisor en el sistema frigorífico, y por lo tanto realiza un intercambio térmico principalmente en forma de calor latente.
- Secundario o fluido frigorífero: Sustancia intermedia (p.ej., agua, salmuera, aire, etc.) utilizada para transportar calor entre el circuito frigorífico (circuito primario) y el medio a enfriar o calentar.

## Refrigerantes comúnmente usados
- El agua.
- El amoníaco o R717.
- El glicol
- triclorofluorometano o R11
- diclorofluorometano o R12
- R22
- R23
- R32
- R123
- R124
- R134A
- R290
- R502
- R404
- R404A
- R407C
- R410A
- R507
- R517
- R600A